# Свята Киргизстану
Тут наводиться список свят Киргизстану.

## Державні свята[1]
- 1 січня — Новий рік
- 7 січня — Різдво
- 23 лютого — День захисника Вітчизни
- 8 березня — Міжнародний жіночий день
- 21 березня — Нооруз
- 7 квітня — День народної Квітневої революції[2]
- 1 травня — Свято праці
- 5 травня — День Конституції Киргизстану
- 9 травня — День Перемоги
- 31 серпня — День незалежності
- 7 і 8 листопада — Дні історії та пам'яті предків